# Novena legislatura de la Catalunya autonòmica
La novena legislatura de la Catalunya autonòmica es va iniciar el dijous 16 de desembre de 2010. Núria de Gispert, d'UDC, va ser escollida presidenta de la Cambra, essent la primera dona que ocupava aquest càrrec.
Va finalitzar prematurament al cap de dos anys de començar, després de les eleccions anticipades convocades el 25 de novembre del 2012.

## Eleccions
Els 135 diputats elegits en les eleccions celebrades el 28 de novembre de 2010, van constituir el Parlament de Catalunya. Al parlament hi varen entrar set partits, apareixent per primera vegada Solidaritat Catalana per la Independència. Qui va treure més diputats va ser CiU, en aquest cas, però, el govern anterior no va obtenir prou resultats per sumar. Durant la campanya electoral, només ICV-EUiA va defensar amb fermesa la reedició de la fórmula de govern de l'Entesa Nacional pel Progrés.

## Govern

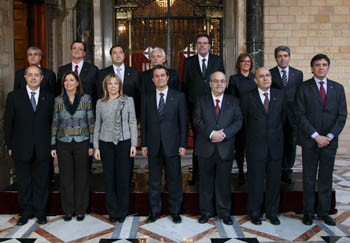
Govern de la IX legislatura

Després de les eleccions al Parlament de Catalunya del 28 de novembre de 2010 va ser nomenat 129è president de la Generalitat de Catalunya n'Artur Mas i Gavarró, de Convergència i Unió, el 27 de desembre de 2010. El govern es va constituir el 29 de desembre de 2010 amb la presa de possessió dels consellers de Convergència i Unió amb la incorporació de diversos independents, entre ells Ferran Mascarell, que provenia del PSC i havia format part del darrer govern Maragall.

## Diputats

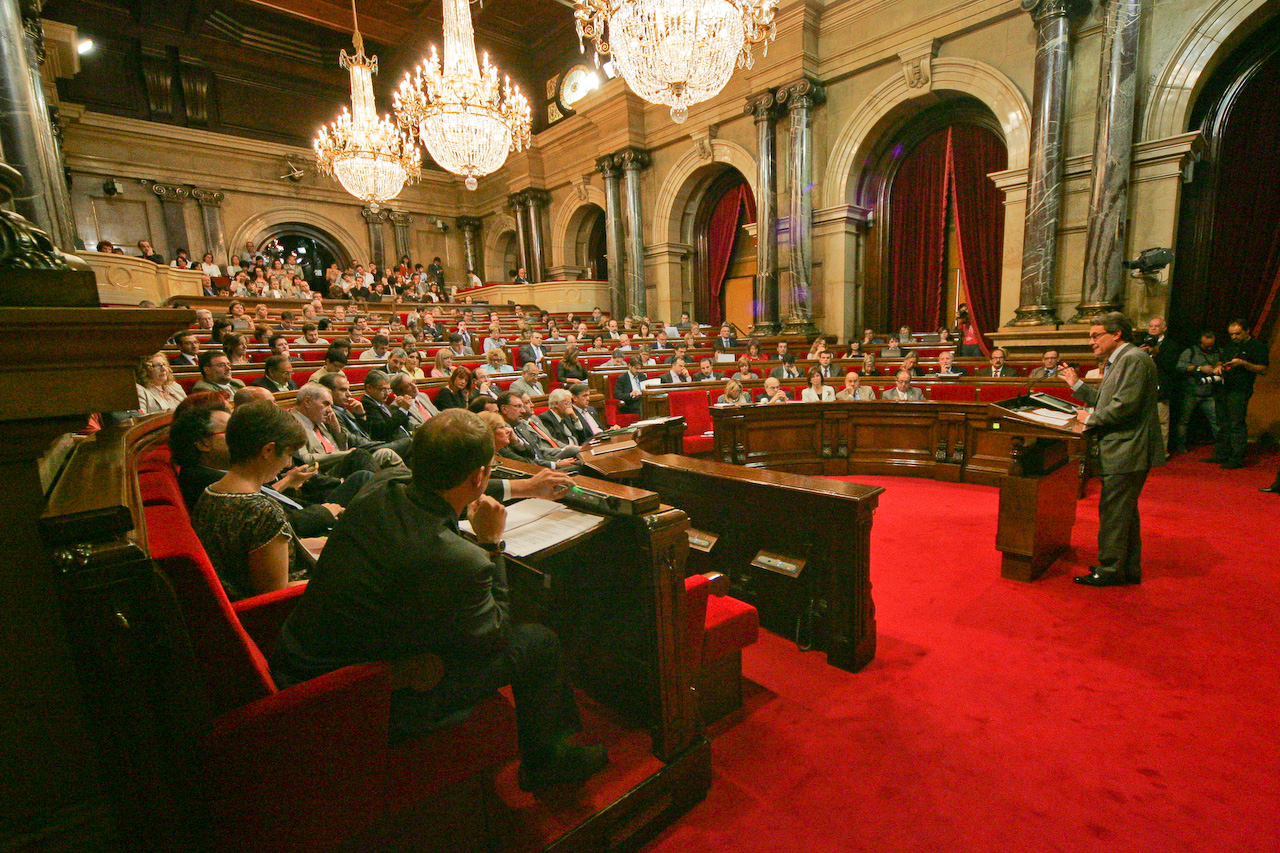
Artur Mas parlant en el debat de política general de 2011 en el Parlament.

Fins a un total de 154 diputats van formar part de la Novena legislatura.

## Polítiques
El govern va intentar assolir el concert econòmic però sense aconseguir-ho.
La nit del 16 de maig de 2011 una vintena de persones van acampar a la plaça de Catalunya de Barcelona, que va anar ampliant-se els dies successius i el 15 de juny, la protesta es va traslladar al Parlament mentre es duia a terme el debat sobre els pressupostos, i alguns diputats van acabar entrant amb helicòpter al Parlament perquè els indignats bloquejaven els accessos del Parc de la Ciutadella. La Guàrdia Urbana va fer el desallotjament final de l'acampada es va fer el 30 de juny, 46 dies després de l'inici.
El 27 de setembre durant el debat de política general al Parlament de Catalunya s'aprovà una resolució que instava al govern resultant de les eleccions a convocar un consulta sobre la independència de Catalunya de forma preferent abans de 2016. Artur Mas expressà en el seu discurs de la sessió inaugural del debat de política general el seu convenciment que el parlament que sortiria de les eleccions tindria la missió de permetre l'exercici del dret d'autodeterminació de Catalunya. La convocatòria de les eleccions al Parlament de Catalunya de 2012  suposà tancar la novena legislatura de la Catalunya autonòmica al cap de menys de dos anys d'iniciar-se, esdevenint la més breu des de la reinstauració de la democràcia.

## Economia
L'economia del període es va caracteritzar per un aprofundiment de la crisi.